# Daemonorops rarispinosa
Daemonorops rarispinosa är en enhjärtbladig växtart som beskrevs av Renuka och Vijayak. Daemonorops rarispinosa ingår i släktet Daemonorops och familjen Arecaceae. Inga underarter finns listade i Catalogue of Life.